# Guerra no Noroeste do Paquistão
A Guerra no Waziristão, também conhecida como Guerra no Noroeste do Paquistão, é um conflito armado entre o exército paquistanês e militantes islâmicos das tribos locais, os Talibãs, e extremistas estrangeiros, em regiões do Paquistão próximas à fronteira com o Afeganistão.  Tudo começou em 2004, quando o exército paquistanês continuou a caça aos elementos da Al-Qaeda e do Talibã, a tensão degenerou em resistência armada das tribos locais na zona montanhosa do Waziristão (no Território federal das Áreas Tribais) província do Paquistão.
Eclodiram confrontos entre as tropas paquistanesas e da al-Qaeda e outros militantes ligados por rebeldes locais e forças pró-talibã. As ações paquistanesas foram apresentadas como uma parte da guerra contra o terrorismo declarada pela administração de George W. Bush, e que tinha ligações com a guerra e a insurgência talibã no Afeganistão.
Até esta data, os militares paquistaneses ganharam quase todas as batalhas contra os militantes. No entanto, a militância continua forte em várias partes da Khyber Pakhtunkhwa. A partir de 2009, o Exército do Paquistão está atualmente sendo treinados para uma guerra de contrainsurgência pelos governos britânico e americano.
Desde o início do conflito, o Paquistão já perdeu mais de três vezes o número de seus soldados, em comparação com o número de soldados americanos mortos no Afeganistão. No entanto, a partir de Dezembro de 2008, confirmou que o número de militantes mortos pelo Exército do Paquistão chegou a marca de 6.000.

Em roxo, as Regiões Tribais do Paquistão e em verde a Khyber Pakhtunkhwa regiões em conflito no Paquistão.